# Автомобильный мост через Волго-Донской канал (Волгоград)
Автомобильный мост через Волго-Донской канал — строящийся в Волгограде мост, который планируется к открытию в 2025 году. Работы по возведению моста начались в ноябре 2019 года. Мост является участком строительства обхода Волгограда. Строительство ведет группа строительных компаний «ДОН».

## Информация
В настоящее время проезд транзитного транспорта проходит в Волгограде по центральным улицам. Это негативно сказывается как на скорости транзитного сообщения, так и на безопасности движения, а также на работе внутригородского транспорта и экологической обстановке. Чтобы решить транспортную проблему, было принято решение построить обход Волгограда, частью которого будет мост через Волго-Донской канал. Дорога станет частью международного транспортного коридора «Север – Юг» и упростит доступ к морским портам Каспийского бассейна.
Мостостроители установят 27 опор, после чего начнется надвижка пролетов мостового перехода. С левой стороны Волго-Донского канала будет сформирована насыпь основного хода дороги, для чего на объект завезен 1 млн куб. м грунта. Параллельно специалисты приступят к подготовительным работам по строительству путепровода на будущей транспортной развязке, которая соединит обход с федеральной трассой Р-22 «Каспий».
Мост возводится на месте бывшей паромной переправы «№1» и является четвертым автомобильным мостом через канал на основной его протяжённости от Волгограда до Калача-на-Дону.